# Grünes Schwalbenschwänzchen
Das Grüne Schwalbenschwänzchen (Chromis viridis, Syn.: Chromis caerulea) ist eine Fischart aus der Familie der Riffbarsche (Pomacentridae).
Eine ähnliche Art ist das Schwarzachsel-Schwalbenschwänzchen (Chromis atripectoralis), das einen dunklen Fleck an der Basis der Brustflossen trägt.

## Verbreitung und Lebensweise
Die Fische leben in den Korallenriffen des tropischen Indopazifik, von Ostafrika bis zu den Inseln Ozeaniens (nicht bei Hawaii).
Sie leben in großen Schwärmen über buschförmigen Steinkorallen, meist der Gattung Acropora, in Tiefen von einem bis zwölf Meter. Sie sind ständig mit der Jagd auf Zooplankton beschäftigt. Eine wissenschaftliche Untersuchung hat ergeben, dass die Tiere etwa alle zwei Sekunden einen Nahrungspartikel aufnehmen. Taucht ein Fressfeind, z. B. ein Büschelbarsch (Cirrhitidae) auf, fliehen die Tiere zwischen Steine oder Korallenäste. Ist die Gefahr vorbei, so erscheinen zuerst die kleinen, später auch die großen Tiere wieder, um weiterzufressen. Das Grüne Schwalbenschwänzchen wird sieben bis neun Zentimeter lang.

## Fortpflanzung

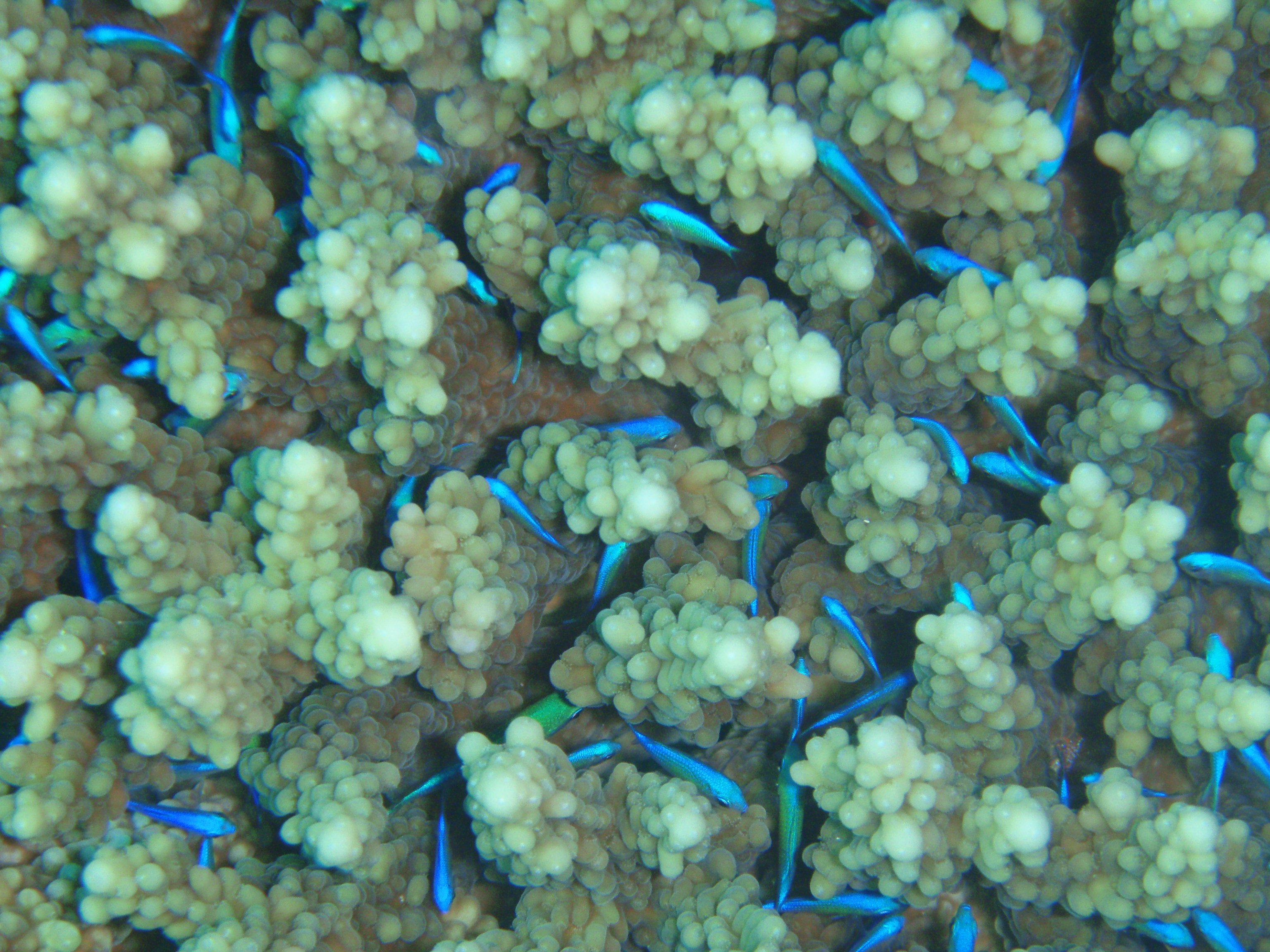
Juvenile Grüne Schwalbenschwänzchen verstecken sich in den Ästen einer Koralle

Beim Grünen Schwalbenschwänzchen laicht ein Männchen mit mehreren Weibchen in einer Höhle ab. Die Männchen fächeln den Eiern frisches Wasser zu und fressen abgestorbene. Nach zwei bis drei Tagen schlüpfen die Larven, die zunächst pelagisch leben, bevor sie als Jungfische zum riffgebundenen Leben übergehen. Die Fische wurden auch schon im Aquarium gezüchtet.

## Aquaristik
In der Meerwasseraquaristik ist das Grüne Schwalbenschwänzchen ein sehr beliebter Zierfisch, es wird häufig angeboten. Im Gegensatz zu vielen anderen Riffbarschen ist es nicht allzu aggressiv und kann in einem kleinen Schwarm gehalten werden. Es ist allerdings nicht ganz einfach zu halten, da es ja ein Dauerfresser ist und sein Verdauungssystem auf die normalerweise nur zwei bis drei Fütterungen täglich nicht eingestellt ist. Zur Haltungsverbesserung kann ein Futterautomat tagsüber stündlich eine kleine Portion Futter geben.